# Vitex caespitosa
Vitex caespitosa là một loài thực vật có hoa trong họ Hoa môi. Loài này được Exell miêu tả khoa học đầu tiên năm 1931.